# کاشوبیا
کاشوبیا (به لاتین: Kashubia) یک منطقه مسکونی در لهستان است که در «Pomerelia» واقع شده‌است.